# Österrikes damlandslag i innebandy
Österrikes damlandslagi innebandy representerar Österrike i innebandy på damsidan.

## Historik
Laget spelade sin första landskamp under världsmästerskapet 1997 på Åland, och förlorade premiären mot Sverige med hela 0-32.

### Fotnoter
1. ↑  ”International Floorball Federation”. http://www.floorball.org/default.asp?kieli=826&sivu=82&alasivu=82. Läst 22 augusti 2011.